# Municipio 7 (Mailand)
Der Municipio 7 (etwa: „7. Stadtbezirk“) ist einer der 9 Stadtbezirke der norditalienischen Großstadt Mailand.
Zum Municipio gehören unter anderem die Stadtteile Baggio, Figino, Muggiano, Quartiere degli Olmi, Quarto Cagnino, Quinto Romano, San Siro.